# Lyonne
La Lyonne est une petite rivière française qui coule depuis le massif du Vercors vers la micro-région du Royans, dans le nord du département de la Drôme, au sein du parc naturel régional du Vercors. 
Ce cours d'eau est un sous-affluent du Rhône par la Bourne et l'Isère.

## Géographie

### Communes et cantons traversés
Communes
Oriol-en-Royans, Saint-Jean-en-Royans, Saint-Martin-le-Colonel, Saint-Thomas-en-Royans, Saint-Laurent-en-Royans, Omblèze, Bouvante, Léoncel.
Cantons

## Affluents
- le ruisseau de Toulau;
- le ruisseau de Many;
- le ruisseau des Ranches;
- la rivière de Léoncel;
- la Maldina;
- le ruisseau de la Prune;
- le Cholet.

## Hydrologie

### Le lac de Bouvante
Situé sur le cours de  la Lyonne, le lac de Bouvante est le plus grand lac du Massif du Vercors avec une surface de 18 hectares et un volume 1,3 million de m3. Le barrage sur la Lyonne a été construit en 1925, afin de produire de l’électricité dans une usine située à six kilomètres en aval, sur le cours du torrent. Une conduite forcée de plus de 5 km de longueur amène l’eau depuis le barrage jusqu’à la centrale. En aval du barrage, le débit du torrent est de 33 l/s.

## Gestion
Association de pêche
L'AAPMA, la « gaule du Royans » est l'association de pèche agrée du bassin de la Lyonne .